# Zimonyi Márta
Zimonyi Márta (Csepel, 1916. április 12. – Budapest, 1972. június 6.) színésznő.

## Életpályája
Zeemann Károly szűcsmester és Csap Márta gyermekeként született. Eredeti neve Zeemann Márta volt. Gyermekként operaénekesnő szeretett volna lenni. Hat évig tanult énekelni dr. László Gézánál. Színészetet és előadóművészetet azonban sohasem tanult. Pályáját 1937-ben a miskolci színházban kezdte a Csodatükör című zenés mesejáték főszereplőjeként. Az ezt követő évben Miskolcon még 45 darabban lépett fel. 
1938-tól Budapesten játszott a Magyar és a Vígszínházban, ahol főleg operettek és zenés darabok vezető szerepeit kapta meg. A második világháború után férjével együtt tiltólistára kerültek, nem léphettek színpadra, a Hugo von Hofmannsthal Jedermann című misztériumjátékával a peremkerületek és a vidék egyházközösségei előtt léptek fel. Az 1940es évek vége felé egy-egy dal előadójaként a rádióban még szerepelt. 1941. augusztus 1-én, A Cigány című film forgatásán férjhez ment miskolci rendezőjéhez, Szentiványi Bélához, de 1959-ben megözvegyült. Lányuk Szentiványi Márta (sz. 1944. május 1.).
1949-ben megkapta ugyan "Rendőrhatósági működési engedélyét", de csak "varieté, cirkusz, kabaré, tarka estéken" szerepelhetett. Mivel komolyabb feladatot sehol sem kapott, a zenés színpadokra legfeljebb csak megalázó próbaéneklésekre hívták be, megunva ezt az Állami Pénzverőnél, mint betanított munkás helyezkedett el, de az 1950-es években innen is elbocsájtották. Férjével együtt itteni munkahelyén a munkások közreműködésével rendeztek műkedvelő előadásokat, Molière és más klasszikus darabokat is előadva. Huszka Jenő közbenjárására 1955-ben Fábri Éva rendezvényszervező kereste fel, aki segíteni próbált rajta azzal, hogy esztrádműsorokban szerez fellépési lehetőséget. A kudarcok és megaláztatások hatására azonban 1956-ban rákot diagnosztizáltak nála és megműtötték. A sugárkezelés következtében énekhangját elveszítette, színészi pályafutásának vége szakadt. 1957-től a Csepel Vas- és Fémművek bérszámfejtőjeként dolgozott, majd egy rövid ideig az időközben Magyar Televíziónál szerkesztőként működő Fábri Éva titkárnője lett. 1965-től pedig az Iparművészeti Vállalat zsűritermeiben dolgozott, 1970-ben azonban betegsége kiújult, ekkor abbahagyta a munkát. Két évnyi betegeskedés után 1972 június 6-án hunyt el.
Egyetlen filmszerepére a Vígszínház egyik előadásán kérte fel a készülő film, A cigány rendezője, Deésy Alfréd. A filmnek óriási sikere volt, Zimonyi Márta azonban sohasem állt többé kamerák elé, pedig a film kritikusai Eggerth Márta utódát látták benne. Bár több ajánlatot is kapott, számos fővárosi és vidéki színházi fellépése miatt filmszerepet vállalni nem tudott. 
Ő és férje gazdag hagyatéka 2015-ben került az Országos Színháztörténeti Intézet és Múzeumhoz.

## Színházi szerepei
- Csodatükör (1937)

## Fontosabb filmszerepei
- A cigány (1941) – Rózsi

## Díjai
- Budapest Székesfőváros 1.000 Pengős színészeti jutalomdíja (1941)